# 賀勛
賀勛（？—？），祖籍不詳，清朝政治人物、進士出身。
同治十三年（1874年），登甲戌科二甲進士，以部屬用，官吏部主事，升吏部員外郎。